# Kivitendo
Kivitendo ist eine betriebswirtschaftliche Open-Source-Software für die Bereiche Warenwirtschaft (Wawi) und Finanzbuchhaltung (Fibu) und steht unter einer freien Lizenz. Der Zugriff des Benutzers auf das System erfolgt über einen Webbrowser. Dadurch kann auf der Client-Seite ein beliebiges Betriebssystem eingesetzt werden.

## Systemvoraussetzungen
Für den Betrieb von Kivitendo ist ein Linux-Server mit PostgreSQL-Datenbank und Perl sowie u. a. LaTeX-Paketen erforderlich. Aufgrund der geringen Ressourcen-Anforderungen der Anwendung kann eine Installation problemlos in einer virtuellen Umgebung erfolgen, womit eine reibungslose Nutzung mit Virtualisierungslösungen auch unter anderen Betriebssystemen möglich ist.

## Geschichte
Der Name Kivitendo (Eigenschreibweise: kivitendo) kommt aus dem Swahili und bedeutet „praktisch“. Der ursprüngliche Name Lx-Office wurde mit falschen Erwartungen besetzt, die sich aus den Namensbestandteilen ableiteten und auch zu einer ungewollten Namensunsicherheit führte. Deshalb wurde nach einem neuen Namen gesucht, dessen Bestandteile im allgemeinen Sprachgebrauch keine ungewollte  Assoziation hervorrufen. Die Namensänderung und die die grundlegend überarbeitete Präsentation von Kivitendo, wie z. B. die Verwendung einer anderen Foren-Software, stieß in der Community auf ein geteiltes Echo.
Der Fork Lx-Office (aus SQL-Ledger) entstand nach Aussage der federführenden Entwickler aus dem Eigenbedarf für eine ERP-Lösung, die den Anforderungen des deutschen Marktes genügen sollte. Die als Open Source bereitgestellten Daten bei SourceForge fanden sowohl bei kleinen als auch mittelständischen Unternehmen im deutschsprachigen Bereich wachsenden Zuspruch. Als zentraler Ansprechpartner für stetig wachsende Nachfragen stellte sich für die Programmierer die Frage, ob eine Betreuung in der bestehenden Form noch wirtschaftlich vertretbar war. Bei einer Code-Prüfung Ende 2012 zeigte sich, dass auch nach rund 10 Jahren Open Source die Entwicklung des ERP-Teils (die CRM-Ergänzung wird durch Holger Lindemann realisiert und betreut) fast ausschließlich von Linet Services GmbH geleistet wurde. Als weiterer, relevanter Entwicklungspartner insbesondere für den Fibu-Teil stellte sich Richardson & Büren heraus.
In Abstimmung mit den aktiven Projektbeteiligten wurde das Projekt Anfang 2012 neu positioniert. Mit dem Auftreten als Maintainer will die Linet Services GmbH versichern, dass Kivitendo unter seiner Schirmherrschaft kontinuierlich gepflegt und vorangetrieben wird. Als freie Software würde Kivitendo damit ebenfalls gestärkt, da von Auftraggebern finanzierte Anpassungen verstärkt in den öffentlichen Programmcode fließen könnten. Das solle für alle Anwender zukünftige Aktualisierungen vereinfachen und aufgrund der breiteren Anwenderbasis die Programmqualität erhöhen.
Seit dem 1. Januar 2014 liegt die Projektverantwortung beim Bonner Unternehmen Richardson & Büren GmbH.

### Kivitendo als Marke
Der Name «kivitendo» ist als Wortmarke (RN 302012017320, AZ 3020120173209) beim Deutschen Patent- und Markenamt (DPMA) geschützt. Die Nutzung des Namens ist frei, aber bei der Verwendung auf Webseiten wird um einen Markenhinweis gebeten. Damit das Produkt ein einheitliches Bild nach außen erhält, kann das Logo genutzt werden.

### Entwicklung
Im Jahr der Namensänderung (2012) gab es entgegen den bisherigen Gepflogenheiten einen zweiten Versionsrelease, der auf dem kivitendo Anwendertreffen in Dresden vorgestellt wurde. Im Dezember wurde dann die Version kivitendo 3.0.0 freigegeben. Es wurde angekündigt, dass die Projekt-Entwickler einen halbjährlichen Aktualisierungszyklus anstreben.
Ein umfangreicher Artikel über kivitendo erschien im Magazin LinuxUser 10/2012.
Gehostet wird das Repositorium bei Github.
Im Juni 2013 gab LINET Services auf der kivitendo Seite bekannt, dass es das hauseigene Projektverwaltungswerkzeug „Bob“ zugunsten einer Integration in kivitendo aufgibt. In Kooperation mit der c.a.p.e. IT GmbH aus Chemnitz wird das im Rahmen eines gemeinsamen Projektes realisiert, bei dem es darüber hinaus eine Anbindung an das Ticket-System OTRS geben soll.
Anfang Juli 2013 wurde die Integration von kivitendo in das App Center des Univention Corporate Server bekannt gegeben.